# Baryssinus penicillatus
Baryssinus penicillatus là một loài bọ cánh cứng trong họ Cerambycidae.